# Villa Maria Teresa
Villa Maria Teresa si trova in una frazione di Lucca, San Martino in Vignale.

## Storia
La villa fu realizzata nel XIX secolo per Maria Teresa di Savoia, moglie di Carlo Lodovico di Borbone, su progetto di Lorenzo Nottolini. Qui la nobildonna trascorse gli ultimi anni della sua vita, fino alla scomparsa.
Oggi la villa è abitata da privati che vi tengono un'azienda agricola e, nelle antiche case coloniche, un agriturismo.

## Descrizione

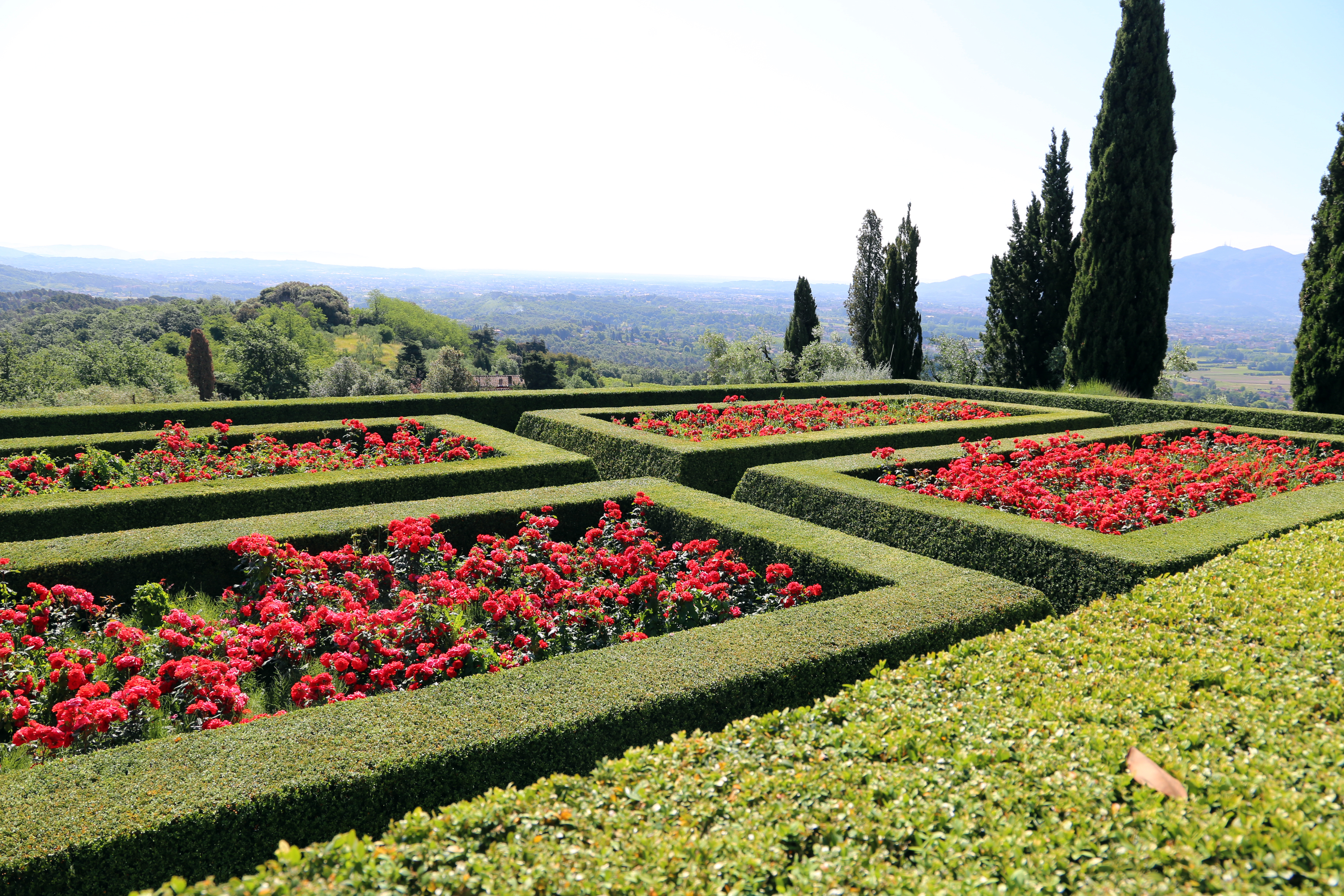
Il "Giardino delle rose rosse" sulla terrazza panoramica

Come altre ville reali lucchesi (quali Marlia) l'accesso alla villa avveniva da un rondò, dove le carrozze potevano essere fatte ruotare per cambiare il senso di marcia e dove si trovano ancora due casette in cui avevano sede il corpo di guardia e le relative stalle. 
La villa vera e propria, a pianta rettangolare, si trova in posizione perpendicolare all'ingresso, circondata da giardini affacciati su terrazze panoramiche. Il primo che si incontra è dominato da tre secolari cedri del Libano e da un leccio altrettanto antico, tutti alberi iscritti nel Registro degli alberi monumentali. Altre specie presenti sono gerani, gelsomini, aspidistre, una magnolia, e siepi di bosso e alloro. 
La villa padronale è decorata sobriamente da stemmi Savoia e Borbone-Parma, oltre al motto FERT. 
In fondo al giardino una terrazza panoramica è decorata da siepi con al centro rose rosse, che raggiungono l'apice della fioritura in più mesi (maggio, luglio e settembre) e che coi vialetti bianchi compongono una croce Savoia. Sul lato est invece si trova il giardino delle rose bianche, composto anche con gardenie, ortensie verdi, siepi di aranci, mandarini e un alto pino silvestre. Più in basso, su questo lato, si distendono i vigneti e gli uliveti.